# 凯山·丰威汉
凯山·丰威汉（1920年12月13日—1992年11月21日），本名阮该双，曾用名阮智谋，为老挝人民民主共和国、老挝人民革命党和老挝人民军的主要創立者和领导人。曾擔任老挝人民革命党中央委员会总书记（1955年—1991年）、主席（1991年—1992年），老挝政府总理（1975年—1991年）、老挝人民民主共和国主席（1991年—1992年）。
他的政治思想被称为凯山·丰威汉思想。

## 生平
凯山·丰威汉由1920年12月13日生于沙湾拿吉省少康塔布里县纳赛村，母親是佬族，父親是京族。早年在越南印度支那大学法学院学习。

### 革命
1946年加入印度支那共产党，并成为旅越老挝侨民的反法运动领导人之一。1947年，领导老挝东北地区反法运动。1950年任老挝王国苏发努冯抗战政府国防部长。
1953年任，任寮国战斗部队总司令。1955年3月任老挝人民革命党总书记。1959年任老挝爱国战线副主席。1972年、1982年和1986年，在老挝人民革命党第二次、第三次和第四次代表大会中，三次当选党总书记。

### 建国后
1975年老挝人民革命党夺取政权，废除君主制，成立老挝人民民主共和国后，一直由凯山·丰威汉担任老挝人民革命党总书记兼政府总理，1982年任部长会议主席。1991年3月任老挝人民革命党主席。1991年8月至1992年11月任国家主席，掌握实权。坎代·西潘敦任政府副总理兼国防部长，负责军队工作，老挝爱国贵族苏发努冯亲王担任共和国主席，形成了一个稳定领导班子。

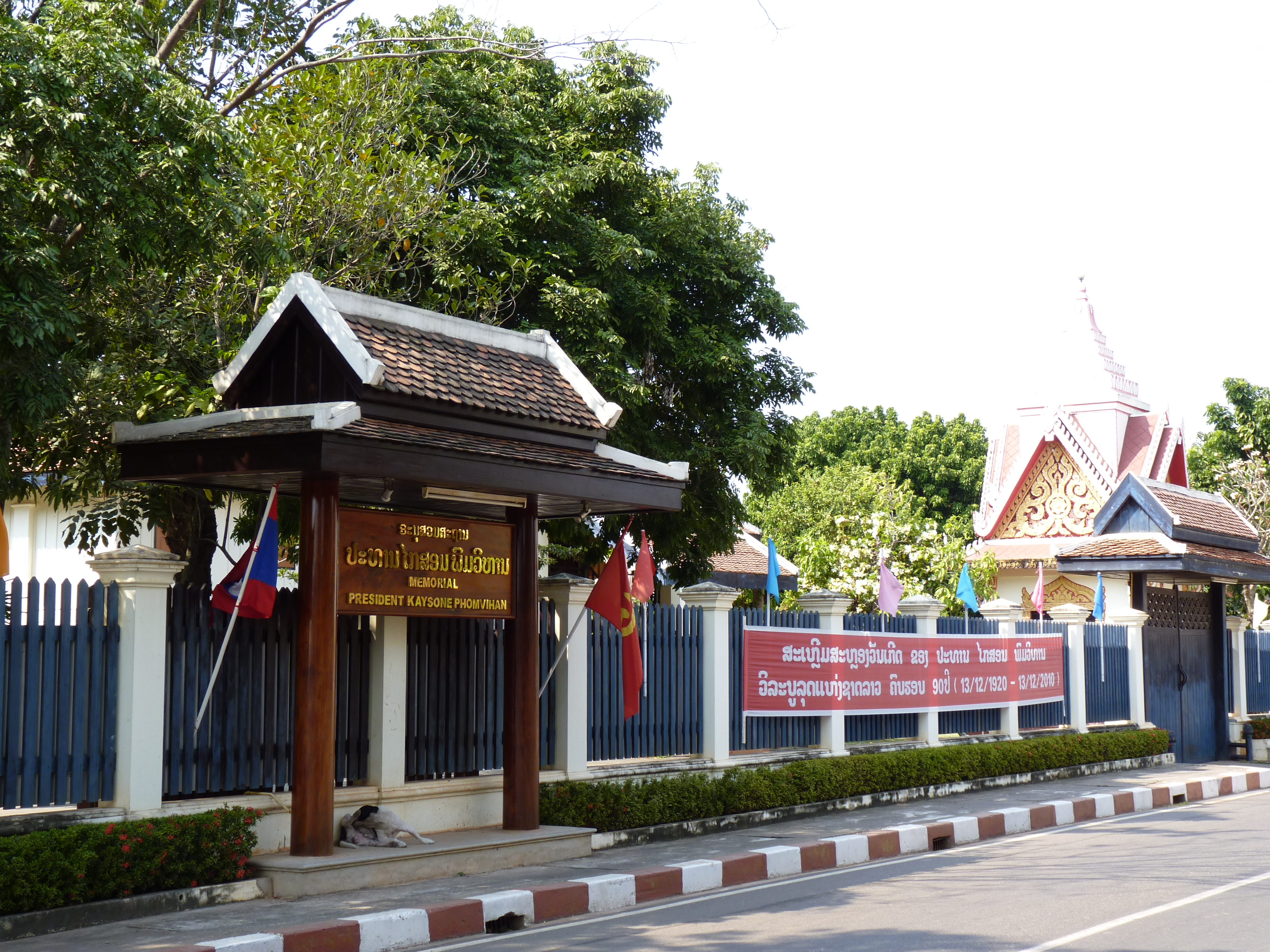
凱山·豐威漢故居

1978年5月，主导老挝农业合作化运动。1979年12月，凯山·丰威汉宣布放弃农业集体化改革，并决定调整经济政策，放宽对自由市场和商品流通的限制。
1982年老挝人民革命党第三次全国代表大会宣布1976年至1977年推行的经济政策“过度集权”，提出利用现存“私人资本主义经济”，“重视市场规律、提高效率和生产力”。政府停止以公私合营方式没收私营企业，并开展金融改革。

### 改革
1986年，老挝人民革命党第四次全国代表大会上，凯山·丰威汉在报告中提出进一步推进市场经济改革。自此，老挝开始推行革新开放政策，和越南决定革新开放处于同一年。老挝政府决定“调整经济结构，优先发展农林业；取消高度集中的经济管理体制，转入经营核算制，实行多种所有制形式并存的经济政策，逐步完善市场经济机制；对外实行开放、扩大对外经济关系”。

### 逝世
1991年由于考虑到健康问题，凯山·丰威汉改任老挝人民革命党主席兼国家主席，坎代·西潘敦继任政府总理，提前进入接班位置，朱馬利·賽雅貢继任国防部长。
1992年11月21日凯山·丰威汉在任内逝世，葬於永珍國立革命公墓，政府於其逝後在首都為他建了一座紀念館。

## 后世影响
凯山·丰威汉是老挝人民革命党在老挝人民民主共和国建立初期的核心领导人物，亦决定实行经济改革即革新开放，在1975年至1992年一直是老挝实际上的最高领导人。
2016年，老挝人民革命党第十次全国代表大会将“凯山·丰威汉思想”与马克思列宁主义并列，作为老挝人民革命党的“思想理论基础”，并开始着手组织研究，意图在数年内总结成理论体系成果。

## 家庭成员
凯山·丰威汉育有四子，全部从政。其中，长子賽宋蓬·豐威漢于2021年当选老挝国会主席；次子桑迪帕·丰威汉则担任老挝人民革命党沙湾拿吉省委员会书记兼省长；三子汕雅哈·丰威汉曾任老挝人民军参谋长、国防部副部长（2013年逝世）；幼子通沙万·丰威汉则在2021年成为老挝人民革命党中央对外联络部部长。

## 榮譽
- 何塞·马蒂勋章（1976年9月[9]）
- 越南金星勳章（1981年5月1日[10]）
- 泰國王室友誼勳章（1991年12月27日[11]）